# Festival interceltique de Lorient 1989
La 19e édition du Festival interceltique de Lorient, qui se déroule du 4 au 13 août 1989 à Lorient, est un festival réunissant des artistes (musiciens, chanteurs, danseurs, etc.) venus de plusieurs nations celtes : Bretagne, Irlande, Ecosse, Galice, Pays de Galles, Asturies, Cornouailles et Île de Man.

## Programmation
La 19e édition du Festival interceltique de Lorient se déroule du 4 au 13 août 1989.

## Déroulé

### Concours
Durant le 40e concours de bagadoù qui se déroule pendant le festival, le titre de champion de Bretagne est remis par la BAS au Bagad Bro Kemperle dont les sonneurs et les batteurs sont vêtus en habits de Chouans et uniformes de soldats de la République en cette année du bicentenaire de la Révolution française. Deux nouveaux concours voient le jour avec le premier championnat de pipe bands et le premier trophée Matelin an Dall remporté par le couple de sonneurs Baron et Aneix. Par ailleurs, le trophée Macallan de cornemuse ainsi que celui de gaïta sont respectivement remportés par le Lorientais Marc Chastagnier et par le soliste galicien Carlos Núñez.

### Concerts
Lors de cette édition, The Silencers est remplacé au dernier moment par le groupe Yargo, après s'être désisté sous prétexte que son avion n'était pas assez grand pour contenir tout son matériel. The Waterboys sont également présents mais sont considérés comme des « indésirables cousins non pour leur musique, mais pour leur côté mal élevés ».

### Autres activités
La première édition de La grande nuit de la mer, mettant en scène des centaines artistes en costume traditionnel venus de toutes les nations celtes, a lieu dans l'avant-port de plaisance de Lorient. Après quatre éditions, les Nuits de la mer seront remplacées à partir de 1993 par les Nuits magiques dans le stade du Moustoir.